# Sérgio Amaral
Sergio Silva do Amaral (São Paulo, 1 de junio de 1944-São Paulo, 13 de julio de 2023) fue un abogado, diplomático, profesor universitario y político brasileño.

## Carrera
Estudió derecho en la Universidad de São Paulo, graduándose en 1967, y realizó un posgrado en ciencia política en la Universidad de París I Panthéon-Sorbonne.
Ingresó al servicio exterior brasileño, ocupando cargos en las embajadas de Brasil en París, Bonn, Ginebra y Washington D. C. También fue profesor de relaciones internacionales en la Universidad de Brasilia. De 1988 a 1989 fue Secretario de Asuntos Internacionales en el Ministerio de Finanzas. Dirigió las negociaciones sobre los bonos del gobierno en los bancos internacional y en el Club de París. Formó parte de negociaciones de Brasil con el Fondo Monetario Internacional, el Banco Mundial y el Acuerdo General sobre Aranceles Aduaneros y Comercio. De 1990 a 1991, fue presidente del G24 en asuntos monetarios durante La Ronda de Uruguay.
En 1993, fue secretario ejecutivo del ministerio de Medio Ambiente y la Amazonia Legal, y de 1995 a 1998 fue nombrado titular de la secretaria de Comunicación de la Presidencia de la República y portavoz del gobierno de Fernando Henrique Cardoso.
Desde el 7 de abril de 1999 hasta el 18 de octubre de 2001, se desempeñó como embajador ante el Reino Unido y posteriormente integró el gabinete de Henrique Cardoso como ministro de Industria, Comercio Exterior y Servicios de Brasil, entre agosto de 2001 y diciembre de 2002. Al mismo tiempo, presidió el consejo de supervisión del Banco Nacional de Desarrollo Económico y Social y el Cámara de Comercio Exterior (Camex).
Fue nombrado embajador en Francia, ocupando el cargo desde el 29 de abril de 2003 hasta octubre de 2005, representando también al gobierno de Luiz Inácio Lula da Silva en la Organización para la Cooperación y el Desarrollo Económicos (OCDE). Posteriormente integró el consejo de administración de varias organizaciones y empresas.
En 2016 Michel Temer lo designó embajador en Estados Unidos. En julio de 2018 criticó la carta dirigida a Temer y firmada por 29 congresistas estadounidenses, entre ellos el senador demócrata Bernie Sanders, donde cuestionaron la encarcelación de Lula da Silva.